# Joarilla de las Matas (kommun)
Joarilla de las Matas är en kommun i Spanien.   Den ligger i provinsen Provincia de León och regionen Kastilien och Leon, i den norra delen av landet, 240 km nordväst om huvudstaden Madrid. Antalet invånare är 354.